# Lista de exoplanetas descobertos em 2010
Esta é uma Lista de exoplanetas descobertos em 2010.
Para exoplanetas detectados apenas pela velocidade radial, o valor da massa é na verdade um limite inferior. (Consulte a massa mínima para obter mais informações)
| Nome                      | Massa (MJ)         | Raio (RJ) | Período (dais) | Semieixo maior (AU) | Temp. (K)   | Método de descoberta | Distância (ly) | Massa da estrela-mãe (M☉) | Temperatura da estrela-mãe (K) | Observações                                                                                                   |
| ------------------------- | ------------------ | --------- | -------------- | ------------------- | ----------- | -------------------- | -------------- | ------------------------- | ------------------------------ | --- |
| 2MASS J04414489+2301513 b | 7.5                |           |                | 15.0                |             | Imagem direta        | 456.63         | 0.02                      |                                | |
| 24 Sextantis b            | 1.99               |           | 452.8          | 1.333               |             | Vel. radial          | 235.53         | 1.54                      | 5098                           | |
| 24 Sextantis c            | 0.86               |           | 883            | 2.08                |             | Vel. radial          | 235.53         | 1.54                      | 5098                           | |
| Alpha Arietis b           | 1.8                |           | 380.8          | 1.2                 |             | Vel. radial          | 65.92          | 1.5                       | 4553                           | |
| CoRoT-8b                  | 0.22               | 0.57      | 6.21229        | 0.063               | 870         | Trânsito             | 1239           | 0.88                      | 5080                           | |
| CoRoT-10b                 | 2.75               | 0.97      | 13.2406        | 0.1055              | 600         | Trânsito             | 1125           | 0.89                      | 5075                           | |
| CoRoT-11b                 | 2.33               | 1.43      | 2.99433        | 0.0436              | 1657        | Trânsito             | 1827           | 1.27                      | 6440                           | |
| CoRoT-12b                 | 0.917              | 1.44      | 2.828042       | 0.04016             | 1442        | Trânsito             | 3751           | 1.08                      | 5675                           | |
| CoRoT-13b                 | 1.308              | 0.885     | 4.03519        | 0.051               | 1700        | Trânsito             | 3457           | 1.09                      | 5945                           | |
| CoRoT-14b                 | 7.6                | 1.09      | 1.51214        | 0.027               | 1952        | Trânsito             | 4371           | 1.13                      | 6035                           | |
| Gliese 676 Ab             | 6.7                |           | 1056.8         | 1.82                |             | Vel. radial          | 52.28          | 0.73                      | 3734                           | |
| Gliese 876 e              | 0.046              |           | 124.26         | 0.3343              |             | Vel. radial          | 15.26          | 0.32                      | 3129                           | |
| Gliese 1148 b             | 0.30425            |           | 41.38          | 0.166               |             | Vel. radial          | 35.94          | 0.35                      | 3264                           | |
| Gliese 3634 b             | 0.026              |           | 2.64561        | 0.0287              |             | Vel. radial          | 64.58          | 0.45                      | 3685                           | |
| GSC 06214-00210 b         | 16.0               | 1.8       |                | 320                 | 2300        | Imagem direta        | 472.94         | 0.9                       | 4200                           | |
| HAT-P-14b                 | 3.44               | 1.42      | 4.62767        | 0.0596              | 1624        | Trânsito             | 730.94         | 2.65                      | 6600                           | Nome próprio Sissi                                                                                            |
| HAT-P-15b                 | 1.94               | 1.06      | 10.8635        | 0.0965              | 904         | Trânsito             | 631.33         | 1.0                       | 5568                           | Nome próprio Tryzub                                                                                           |
| HAT-P-16b                 | 4.193              | 1.289     | 2.77596        | 0.0413              | 1626        | Trânsito             | 766.49         | 1.22                      | 6158                           | [ 3 ] |
| HAT-P-17b                 | 0.58               | 1.05      | 10.33852       | 0.0882              | 792         | Trânsito             | 302.13         | 0.99                      | 5246                           | |
| HAT-P-17c                 | 3.4                |           | 5584           | 5.6                 |             | Vel. radial          | 302.13         | 0.99                      | 5246                           | |
| HAT-P-18b                 | 0.197              | 0.995     | 5.508023       | 0.0559              | 852         | Trânsito             | 541.44         | 0.77                      | 4803                           | [ 4 ] |
| HAT-P-19b                 | 0.292              | 1.132     | 4.008778       | 0.0466              | 1010        | Trânsito             | 701.26         | 0.84                      | 4990                           | [ 4 ] |
| HAT-P-20b                 | 7.246              | 0.867     | 2.875317       | 0.0361              | 970         | Trânsito             | 228.32         | 0.76                      | 4595                           | [ 5 ] |
| HAT-P-21b                 | 4.87               | 1.11      | 4.12448        | 0.0494              | 1283        | Trânsito             | 911.57         | 1.24                      | 5588                           | Nome próprio Bambaruush                                                                                       |
| HAT-P-22b                 | 2.47               | 1.15      | 3.21222        | 0.0414              | 1463        | Trânsito             | 267.33         | 1.13                      | 5302                           | [ 5 ] |
| HAT-P-23b                 | 1.34               | 1.09      | 1.21288        | 0.0232              | 1951        | Trânsito             | 1202           | 0.58                      | 5905                           | Nome próprio Jebus                                                                                            |
| HAT-P-24b                 | 0.75               | 1.3       | 3.35524        | 0.04651             | 1637        | Trânsito             | 1371           | 1.37                      | 6373                           | |
| HAT-P-25b                 | 0.569              | 1.135     | 3.65281514     | 0.0466              | 1182        | Trânsito             | 988.12         | 1.01                      | 5519                           | [ 6 ] |
| HAT-P-26b                 | 0.07               | 0.63      | 4.23452        | 0.0479              | 1001        | Trânsito             | 464.49         | 1.12                      | 5079                           | [ 7 ] |
| HD 1461 b                 | 0.02026            |           | 5.77152        | 0.0634              |             | Vel. radial          | 76.55          | 1.02                      | 5765                           | |
| BD-11 4672 b              | 0.6                |           | 1634±14        | 2.36±0.04           |             | Vel. radial          | 88.6           | 0.571                     | 4475±100                       | [ 8 ] |
| HD 1690 b                 | 8.79               |           | 533            | 1.36                |             | Vel. radial          | 2509           | 1.86                      | 4374                           | [ 8 ] |
| HD 4313 b                 | 8.79               |           | 533            | 1.36                |             | Vel. radial          | 438±2          | 1.86                      | 4374                           | [ 9 ] |
| HD 25171 b                | 0.95±0.1           |           | 1845±15        | 3.02±0.16           |             | Vel. radial          | 179.3±4.9      | 1.09±0.3                  | 6160±65                        | [ 8 ] |
| HD 217786 A b             | 13.0               |           | 1319           | 2.38                |             | Vel. radial          | 178.74         | 1.02                      | 5966                           | Orbitando uma estrela primária no sistema binário, o exoplaneta é provavelmente uma anã marrom de baixa massa |
| HD 8535 b                 | 0.68               |           | 1313           | 2.45                |             | Vel. radial          | 171.24         | 1.13                      | 6136                           | |
| HD 10180 c                | 0.0416             |           | 5.75969        | 0.06412             |             | Vel. radial          | 127.21         | 1.06                      | 5911                           | |
| HD 10180 d                | 0.0378             |           | 16.357         | 0.12859             |             | Vel. radial          | 127.21         | 1.06                      | 5911                           | |
| HD 10180 e                | 0.0805             |           | 49.748         | 0.2699              |             | Vel. radial          | 127.21         | 1.06                      | 5911                           | |
| HD 10180 f                | 0.0722             |           | 122.744        | 0.4929              |             | Vel. radial          | 127.21         | 1.06                      | 5911                           | |
| HD 10180 g                | 0.0732             |           | 604.67         | 1.427               |             | Vel. radial          | 127.21         | 1.06                      | 5911                           | |
| HD 10180 h                | 0.2066             |           | 2205           | 3.381               |             | Vel. radial          | 127.21         | 1.06                      | 5911                           | |
| HD 25171 b                | 0.915              |           | 1802.29        | 2.971               |             | Vel. radial          | 181.68         | 1.08                      | 6125                           | [ 8 ] |
| HD 28254 b                | 1.16               |           | 1116           | 2.15                |             | Vel. radial          | 178.41         | 1.06                      | 5664                           | |
| HD 31253 b                | 0.62               |           | 466            | 1.26                |             | Vel. radial          | 189.96         | 1.7                       | 6130                           | [ 10 ] |
| HD 38283 b                | 0.4                |           | 363.2          | 1.02                |             | Vel. radial          | 124.27         | 1.37                      | 5981                           | Nome próprio Yanyan                                                                                           |
| HD 43197 b                | 0.6                |           | 327.8          | 0.92                |             | Vel. radial          | 183.63         | 0.96                      | 5508                           | Nome próprio Equiano                                                                                          |
| HD 44219 b                | 0.58               |           | 472.3          | 1.19                |             | Vel. radial          | 164.39         | 1.0                       | 5752                           | |
| HD 86226 b                | 0.92               |           | 1695           | 2.84                |             | Vel. radial          | 149.19         | 1.06                      | 5903                           | [ 11 ] |
| HD 95089 b                | 1.26               |           | 464.4          | 1.36                |             | Vel. radial          | 448.35         | 1.54                      | 4918                           | [ 9 ] |
| HD 97658 b                | 0.03               | 0.21      | 9.4909         | 0.0796              | 757         | Vel. radial          | 70.39          | 0.89                      | 5175                           | |
| HD 102365 b               | 0.05               |           | 122.1          | 0.46                |             | Vel. radial          | 30.3           | 0.85                      | 5630                           | |
| HD 102956 b               | 0.96               |           | 6.4947         | 0.0807              |             | Vel. radial          | 398.97         | 1.66                      | 4985                           | Nome próprio Isagel                                                                                           |
| HD 109246 b               | 0.86               |           | 68.27          | 0.33                |             | Vel. radial          | 221.7          | 1.2                       | 5844                           | Nome próprio Fold                                                                                             |
| HD 113538 b               | 0.36               |           | 663.2          | 1.24                |             | Vel. radial          | 51.86          | 0.58                      | 4462                           | [ 8 ] |
| HD 113538 c               | 0.93               |           | 1818           | 2.44                |             | Vel. radial          | 51.86          | 0.58                      | 4462                           | [ 8 ] |
| HD 114783 c               | 0.611+0.056 −0.053 |           | 4319+151 −130  |                     |             | Vel. radial          | 66.5±1.3       | 0.85±0.03                 | 5135±44                        | [ 13 ] |
| HD 129445 b               | 1.6                |           | 1840           | 2.9                 |             | Vel. radial          | 220.39         | 0.99                      | 5605                           | [ 11 ] |
| HD 136418 b               | 2.14               |           | 464.3          | 1.29                |             | Vel. radial          | 344.07         | 1.48                      | 4989                           | Nome próprio Awasis                                                                                           |
| HD 145457 b               | 2.23               |           | 176.3          | 0.76                |             | Vel. radial          | 443.0          | 1.23                      | 4769                           | Nome próprio Chura                                                                                            |
| HD 152079 b               | 2.661              |           | 2918.92        | 4.187               |             | Vel. radial          | 287.39         | 1.15                      | 5907                           | [ 11 ] |
| HD 156668 b               | 0.013              |           | 4.6455         | 0.05                |             | Vel. radial          | 79.42          | 0.77                      | 4850                           | |
| HD 164604 b               | 1.99792            |           | 641.472        | 1.331               |             | Vel. radial          | 128.54         | 0.77                      | 4684                           | Nome próprio Caleuche                                                                                         |
| HD 175167 b               | 8.97               |           | 1290           | 2.4                 |             | Vel. radial          | 232.33         | 1.37                      | 5635                           | [ 11 ] |
| HD 176051 b               | 1.5                |           | 1016           | 1.76                |             | Astrometria          | 49             | 1.07/0.71                 | 6000/?                         | Primeiro exoplaneta descoberto por astrometria, não se sabe qual estrela orbita                               |
| HD 177830 c               | 0.15               |           | 110.9          | 0.5137              |             | Vel. radial          | 205.09         | 1.7                       | 4901                           | [ 10 ] |
| HD 180314 b               | 20.13              |           | 396.03         | 1.46                |             | Vel. radial          | 400.5          | 2.2                       | 4924                           | |
| HD 180902 b               | 1.685              |           | 510.9          | 1.4                 |             | Vel. radial          | 342.12         | 1.41                      | 4961                           | [ 9 ] |
| HD 181342 b               | 2.54               |           | 564.1          | 1.592               |             | Vel. radial          | 394.04         | 1.69                      | 4945                           | Nome próprio Dopere                                                                                           |
| HD 200964 b               | 1.599              |           | 606.3          | 1.565               |             | Vel. radial          | 237.25         | 1.39                      | 4982                           | |
| HD 200964 c               | 1.214              |           | 852.5          | 1.96                |             | Vel. radial          | 237.25         | 1.39                      | 4982                           | |
| HD 204313 b               | 3.46               |           | 1920.1         | 3.07                |             | Vel. radial          | 156.1          | 1.03                      | 5783                           | |
| HD 206610 b               | 2.036              |           | 673.2          | 1.74                |             | Vel. radial          | 482.01         | 1.55                      | 4842                           | Nome próprio Naron                                                                                            |
| HD 212771 b               | 2.39               |           | 380.7          | 1.19                |             | Vel. radial          | 363.71         | 1.56                      | 5003                           | Nome próprio Victoriapeak                                                                                     |
| HD 218566 b               | 0.2                |           | 225.7          | 0.69                |             | Vel. radial          | 94.1           | 0.76                      | 4730                           | Nome próprio Ugarit                                                                                           |
| HIP 12961 b               | 0.36               |           | 57.435         | 0.25                |             | Vel. radial          | 76.29          | 0.69                      | 3901                           | Nome próprio Aumatex                                                                                          |
| HIP 78530 b               | 23.0               |           |                | 740                 | 2700        | Imagem direta        | 511.1          | 2.5                       | 10500                          | |
| HR 8799 e                 | 10.0               | 1.17      | 20815.6        | 16.4                | 1150        | Imagem direta        | 128.51         | 1.51                      | 7400                           | |
| Kepler-8b                 | 0.59               | 1.416     | 3.5224991      | 0.0474              | 1680        | Trânsito             | 3434           | 1.21                      | 6213                           | |
| Kepler-9b                 | 0.13655            | 0.74      | 19.23891       | 0.143               |             | Trânsito             | 2003           | 1.02                      | 5774                           | |
| Kepler-9c                 | 0.09408            | 0.721     | 38.9853        | 0.227               |             | Trânsito             | 2003           | 1.02                      | 5774                           | |
| Kepler-9d                 |                    | 0.146     | 1.592851       | 0.0273              | 2026        | Trânsito             | 2003           | 1.02                      | 5774                           | |
| Kepler-40b                | 2.2                | 1.17      | 6.87349        | 0.08                | 1620        | Trânsito             | 8807           | 1.48                      | 6510                           | |
| Kepler-71b                |                    | 1.11      | 3.90512        | 0.0477              |             | Trânsito             | 2609           | 0.95                      | 5545                           | |
| MOA-2009-BLG-319Lb        | 0.16               |           |                | 2.4                 |             | Microlente           | 19900          | 0.38                      |                                | |
| MOA-2009-BLG-387Lb        | 2.56               |           | 1982           | 1.82                |             | Microlente           | 18600          | 0.19                      |                                | |
| NN Serpentis c            | 7.33               |           | 5573.55        | 5.35                |             | Tempo                | 1631           | 0.54                      | 57000                          | |
| NN Serpentis d            | 2.3                |           | 2883.5         | 3.43                |             | Tempo                | 1631           | 0.54                      | 57000                          | |
| Qatar 1 b                 | 1.294              | 1.143     | 1.4200242      | 0.02332             | 1532±219    | Trânsito             | 608.66         | 0.84                      | 5013                           | [ 14 ] [ 15 ]                                                                                                 |
| Ross 458 c                | 6.28536            | 1.22      |                | 1168                |             | Imagem direta        | 37.54          | 0.49                      | 3621                           | Tem a maior órbita conhecida de um planeta circumbinário                                                      |
| SR 12 AB c                | 13.0               |           |                | 1100                |             | Imagem direta        | 366±18         |                           | 3828                           | Circumbinário, já no limite de massa de queima de deutério e ainda em acréscimo                               |
| WASP-8b                   | 2.54               | 1.13      | 8.15872        | 0.0801              | 950         | Trânsito             | 294.17         | 1.34                      | 5600                           | |
| WASP-21b                  | 0.3                | 1.07      | 4.322482       | 0.052               | 1340        | Trânsito             | 849.11         | 0.89                      | 5800                           | Nome próprio Bendida                                                                                          |
| WASP-22b                  | 0.67               | 1.23      | 3.53269        | 0.047               | 1502        | Trânsito             | 1045           | 1.46                      | 6000                           | Nome próprio Koyopa'                                                                                          |
| WASP-23b                  | 0.884              | 0.962     | 2.9444256      | 0.0376              |             | Trânsito             | 680.84         | 0.78                      | 5150                           | [ 18 ] |
| WASP-24b                  | 1.24               | 1.38      | 2.34121        | 0.03651             | 1772        | Trânsito             | 1060           | 1.43                      | 6075                           | |
| WASP-25b                  | 0.44               | 1.07      | 3.76483        | 0.0473              | 1210        | Trânsito             | 693.76         | 0.67                      | 5750                           | [ 19 ] [ 20 ] [ 21 ]                                                                                          |
| WASP-26b                  | 0.85               | 1.21      | 2.7566         | 0.03985             | 1650        | Trânsito             | 830.13         | 0.86                      | 6034                           | [ 22 ] |
| WASP-28b                  | 0.907              | 1.213     | 3.40883        | 0.04469             | 1468        | Trânsito             | 1300           | 1.02                      | 6150                           | também redescoberto em 2014                                                                                   |
| WASP-29b                  | 0.23               | 0.77      | 3.92273        | 0.0457              | 970         | Trânsito             | 286.44         | 0.77                      | 4800                           | [ 25 ] [ 26 ] [ 27 ] [ 28 ] [ 29 ]                                                                            |
| WASP-31b                  | 0.478              | 1.549     | 3.4059096      | 0.04659             | 1575        | Trânsito             | 1174           | 1.16                      | 6302                           | |
| WASP-32b                  | 2.63               | 0.96      | 2.71866        | 0.0394              |             | Trânsito             | 907.3          | 0.72                      | 6140                           | Nome próprio Viculus                                                                                          |
| WASP-33b                  | 2.093              | 1.593     | 1.21987        | 0.0239              | 2782        | Trânsito             | 399.1          | 1.5                       | 7430                           | |
| WASP-34b                  | 0.56               | 1.0       | 4.31768        | 0.0524              | 1250        | Trânsito             | 432.46         | 0.96                      | 5700                           | Nome próprio Haik                                                                                             |
| WASP-36b                  | 2.361              | 1.327     | 1.53736596     | 0.02677             | 1733        | Trânsito             | 1274           | 1.08                      | 5959                           | [ 35 ] [ 36 ] [ 37 ] [ 38 ] [ 39 ] [ 40 ]                                                                     |
| WASP-37b                  | 1.8                | 1.16      | 3.577469       | 0.0446              | 1323+23 −15 | Trânsito             | 1119           | 0.925±0.12                | 5800±150                       | Estrela-mãe pobre em metal                                                                                    |
| WASP-38b                  | 3.44               | 1.23      | 6.87188        | 0.07522             | 1250        | Trânsito             | 446.1          | 1.76                      | 6180                           | Nome próprio Iztok                                                                                            |
| WASP-41b                  | 0.94               | 1.18      | 3.052404       | 0.04                | 1244        | Trânsito             | 590            | 0.93                      | 5545                           | [ 45 ] |
| HD 192310 b               | 0.053              |           | 74.72          | 0.32                |             | Vel. radial          | 28.7           | 0.78                      | 5069                           | [ 46 ] |

## Listas específicas de exoplanetas
- Listas de exoplanetas
- Lista de exoplanetas descobertos antes de 2000 (32)
- Lista de exoplanetas descobertos entre 2000-2009 (379)
- Lista de exoplanetas descobertos em 2010 (109)
- Lista de exoplanetas descobertos em 2011 (179)
- Lista de exoplanetas descobertos em 2012 (149)
- Lista de exoplanetas descobertos em 2013 (151)
- Lista de exoplanetas descobertos em 2014 (878)
- Lista de exoplanetas descobertos em 2015 (151)
- Lista de exoplanetas descobertos em 2016 (1.513)
- Lista de exoplanetas descobertos em 2017 (158)
- Lista de exoplanetas descobertos em 2018 (306)
- Lista de exoplanetas descobertos em 2019 (172)
- Lista de exoplanetas descobertos em 2020 (264)
- Lista de exoplanetas descobertos em 2021 (242)
- Lista de exoplanetas descobertos em 2022 (314)
- Lista de exoplanetas descobertos em 2023 (75)
- Lista de exoplanetas potencialmente habitáveis
- Lista de nomes próprios de exoplanetas
- Lista de sistemas multiplanetários
- Lista dos primeiros exoplanetas
- Lista de exoplanetas extremos
- Lista de exoplanetas descobertos usando a sonda Kepler
- Lista de exoplanetas observados durante a missão K2 do Kepler
- Lista de candidatos de exoplanetas para água líquida
- Lista dos exoplanetas mais próximos
- Lista de candidatos a exoplaneta terrestres mais próximos
- Lista de exoplanetas em trânsito